# Вовк мексиканський
Вовк мексиканський (Canis lupus baileyi) — підвид вовка, що зникає. Поширений в Північній Америці. Найпівденніший і найменший вовк на континенті.

## Поширення
Поширений на південному заході США (Аризона, Нью-Мехіко і Техас) та на півночі Мексики (Дуранго, Чіуауа і Сонора).

## Історія
Історично вид мав ширший ареал та був поширеним від Юти до штату Оахака. Через полювання, вилов та отруєння до 1950 року залишилося лише кілька мексиканських вовків, а до 1970 року був убитий на волі останній мексиканський вовк в США. У 1998 році 7 вовків, яких відловили на півночі Мексики випустили у заповіднику Blue Range Wolf Recovery Area, що знаходиться на межі Аризони і Нью-Мексико. У 2000 році вперше зареєстровано потомство. Цього ж року 11 вовків випустили в заповіднику Apache National Forest в Аризоні, а 9 в Gila National Forest в Нью-Мексико. Станом на 2019 рік американська популяція підвиду становить 163 особини. За даними 2017 року мексиканська популяція становить 51 вовк. Крім того, у неволі у двох країнах утримується близько 240 тварин.

## Опис
Вовк завдовжки 1,5-1,8 м. Висота в плечах 60-81 см. Вага 23-41 кг. Забарвлення відносно темне, тьмяне, буро-палеве з додаванням сірого тону і досить сильним чорним нальотом на спині, нижні частини тіла переважно світлі. Колір шерсті може варіюватися, але чисто чорною або білою не буває.